# 丹波日置駅
丹波日置駅（たんばひおきえき）は、かつて兵庫県多紀郡城東町（現・丹波篠山市日置）にあった、日本国有鉄道（国鉄）篠山線の駅（廃駅）である。篠山線の廃線に伴い、1972年（昭和47年）3月1日に廃駅となった。

## 歴史
- 1944年（昭和19年）3月21日：篠山線開通と同時に開業[1]。
- 1958年（昭和33年）11月1日：駅員無配置駅となる[2]。
- 1972年（昭和47年）3月1日：篠山線の廃線に伴い廃止[3]。

## 駅構造
単式ホーム1面1線を有する棒線駅であった。ホームは線路の南側にあった。

## 駅周辺
- 丹波ささやま農協 日置セルフSS
- 市営日置団地
- 篠山日置郵便局
- 丹波篠山市役所城東支所
- 丹波篠山市立城東公民館
- 丹波篠山市立城東小学校

## 廃止後の現状
線路跡及び駅跡は、国道372号となっている。

## 隣の駅
日本国有鉄道
篠山線
八上駅 - 丹波日置駅 - 村雲駅